# ساجد (اسم)
أصل أسم ساجد عربي ومؤنثه سَاجِدَة، ويعني الذي يركع واضعاً جبهته على الأرض بقصد الصلاة والعبادة، وسَاجِدَة هي الشَّجرة التي تميل أغصانها لثقل حملها، والعين السَّاجِدَة هي العين الفاترة.
وهو اسم علم مذكر عربي، وهو المنحني، الخاضع، والذي وضع جبهته بالأرض متعبداً لله. وهو: المصلي، العابد، أو الذي يُظهر الخضوع للملك. وذكر في القرآن بقوله: ﴿وَتَقَلُّبَكَ فِي السَّاجِدِينَ﴾ سورة الشعراء آية 219.

## الشخصيات
- ساجد العبدلي: ساجد بن متعب العبدلي المطيري طبيب واختصاصي في الصحة المهنية وناشط سياسي.